# مقاطعة ديفيانس (أوهايو)
مقاطعة ديفاينس (بالإنجليزية: Defiance County)‏ هي إحدى مقاطعات ولاية أوهايو في الولايات المتحدة الأمريكية.